# 女神请登录
《女神请登录》（英語：Login To My Life) 是马来西亚八度空间和555 Film制作的2023年原创剧集、此剧由吴俐璇、曾洁钰、许亮宇、张顺源、安映霏、黄明慧领衔主演、并由友情客串周雪婷、黄诗琦、谢承伟和特别演出连志康、赵胜隆联合主演、并于2023年8月14日至2023年8月29日在八度空间与Tonton同步播出、共10集。

## 播出时间

### 首播
| 频道     | 所在地   | 播放日期      | 播出时间                            |
| -------- | -------- | ------------- | ----------------------------------- |
| 八度空间 | 马来西亚 | 2023年8月14日 | 本地最霸 每逢星期一至四 21:00-22:00 |
| Tonton   | 马来西亚 | 2023年8月14日 | 首播更新1集，重温节目               |

- Eight FM为指定电台

### 重播
| 频道     | 所在地   | 播放日期      | 播出时间               |
| -------- | -------- | ------------- | ---------------------- |
| 八度空间 | 马来西亚 | 2025年5月25日 | 每逢星期日 17:00-18:00 |

## 故事概要
在理发店打工的魏晓娟（曾洁钰 
饰）参加选秀比赛，无意中错拿一支和自己同款的手机，
赫然发现手机主人是知名网络作家Olivia吴立薇（吴俐璇 
饰）。看着对方多姿多彩的生活，且在网上大受欢迎，魏
晓娟羡慕不已。于是，她开始假扮Olivia，和聊天群里的
人谈话，甚至拍照上传到对方的社交媒体，满足了她想要
被关注的欲望。另一方面，Olivia行踪成迷，其父亲入院
动手术，魏晓娟为了救人而假冒签名。不料，父亲在手术
后发现女儿已失踪，竟要报警捉拿魏晓娟！为了证明自己
的清白，魏晓娟必须找出Olivia。。。

## 故事环节
- 第1集
魏晓娟兴致高昂地来参加大型选秀活动，到处跟其他参赛者和幕后花絮拍摄组攀谈，显然她已经来过好几届了，大家都对她避之不及。再次输比赛像是意料中事，理发店的同事们和好友Kiki都不感意外，冷语讥笑。晓娟把比赛租来的服装拿去退还，在更衣室里不小心拿错了一支与自己同款的手机，更在情急之下借用了那手机里的电子报钱来付费。晓娟再次拿起错拿回来的手机，发现是名人网红作家Olivia的手机。看到她在网络上多姿多彩的生活，受万人欢迎的姿态，心里羡慕不已。
- 第2集
孤独的魏晓娟平日只能上理发店去孤儿院唱歌表演，于是她被Olivia手机里热闹的聊天群组所吸引，深陷其中无法自拔地跟人聊天，还用Olivia的IG赢得不少的like，空虚的心灵被填满。此时却突然收到Olivia的朋友Belinda想自寻短见的讯息，晓娟说起过去自己类似的经历，二人同病相怜，决定共赴黄泉。晓娟得知Belinda 是Olivia中学时的好友和竞争者，Belinda被Olivia打击以后，过着碌碌无为的生活，工作不被人重视，因而觉得人生没意义。二人寻了断的过程频频出状况，最后Belinda发现其实是晓娟在搞破坏，也发现了晓娟不是Olivia，二人不欢而散。
- 第3集
晓娟开始玩起Olivia手机里的Soulmate交友app，有个飞机师Ryan跟晓娟配对成功，晓娟心花怒放。晓娟为老板Max的生日精心安排蛋糕和订餐厅，没想到最后却被所有人放飞机。后来才发现其实大家故意排挤她，跑到另一个地方去庆祝了。过气歌手庄雨权来理发店里，晓娟不顾一切地烦着他，传俊不得不出狠话让她停止让人丢脸的行为，却不小心伤了她的心。晓娟的难过委屈，只能跟Ryan倾诉一切，二人终于约见面。Ryan对晓娟关怀备至，第一次见面后就深情告白，二人展开轰轰烈烈的甜蜜约会。Kiki点出晓娟被Ryan欺骗，才知道晓娟虽然清楚知道，却甘心深陷其中。
- 第4集
晓娟想要快点忘记传俊之时，却被她意外发现传俊跟她同个生日，从此认定他是命中注定的男人，众人傻眼。晓娟被Olivia的经纪人Lexis追稿，从手机中得知稿费多少之后，迫不及待地想把它赚过来。晓娟按手机里存着的地址偷偷潜进Olivia 家打开电脑，却找不到文稿。Lexis追上门，晓娟谎称生病不舒服需要休养，Lexis出妙招让她到酒店去休养。原来过去Lexis都会用这一招，来让责任感满满的Olivia心生愧疚，在被全支付的酒店里，Olivia必定交出稿。然而打扮成Olivia的晓娟来到酒店，受到贵宾式的欢迎，让她受宠若惊，得意忘形，物尽其用地享受自助餐、美容院、游泳池、健身房等等，最后还毫不忌讳地请Kiki、Belinda、颜大叔甚至印度大哥来一起喝酒开派对。
- 第5集
Belinda代写的文章大获好评，晓娟迫不及待的与Belinda分享。Olivia的社交网追踪人数也突然激增，晓娟感受到那种飘飘然的感觉，隔天回到理发店索性弄个Olivia同款发型，抓了个隐晦的角度拍照上传到Olivia的IG，想摇身变成Olivia。另一边，传俊打算浇熄晓娟对他的爱意，为了证明自己和晓娟没半点缘分，建议让Max出二选一问答题让他们选，结果弄巧反拙，晓娟和传俊的答案百分百一致，更让晓娟燃起了谈婚论嫁的念头。晓娟假扮Olivia一事败露，被Lexis严刑逼供一番。把Olivia手机交还后的晓娟，变回那个无人问津，无人关心的小人物，异常失落。
- 第6集
晓娟因为一段视频意外爆红，Lexis要求晓娟必须时刻挑战自己的极限，挖掘和练习新才艺， 而且还需要经常拍摄能够引起热搜的视频。晓娟来找颜大叔，才发现颜大叔因为卖不出艺术品，沦落到帮人家油漆，晓娟两肋插刀，为了帮颜大叔重新振作，借用Olivia的身份，帮颜大叔的艺术品拍了一支宣传视频。没想到Olivia的视频受到其他网红的青睐，纷纷绞尽脑汁，用各种方式，物尽其用的宣传该艺术品。没想到效果出奇的好，大家争相购买颜大叔的艺术品，一时之间还缺货。
- 第7集
晓娟摒弃了“魏晓娟”的身份，一心想当Olivia，辞掉了理发店的工作，去找Lexis探讨Olivia平日的习惯作风用品等等，但Lexis口中形容的Olivia 却跟真正的Olivia大相径庭。晓娟为了装成Olivia的样子，网购各种用品上瘾，有些根本用不久就搁置在一旁。Kiki申请了一份理想工作，虽然学历资格不足，却被叫去面试了。传俊对晓娟突然离开感到有些内疚。与此同时，他努力改进的发型设计图也得到了大家的认同，让他不禁想起了当初晓娟鼓励他的话。传俊从看护口中得知晓娟对老人们体贴照顾，心中动容，刮目相看，偷偷留了一杯奶茶和道歉图给晓娟。
- 第8集
晓娟接受自己不受欢迎的事实，不管同事怎么恶劣对待，都沉默以对，这样异常的反应，反而让传俊主动对她示好。Lexis因为迷上手游，和“师父”的感情日渐升温。助理提醒他，网路世界真假难分，于是Lexis对“师父”的庐山真面目更加好奇，终于鼓起勇气约了见面。因为晓娟不再活跃假扮Olivia，所以一切业务被搞得一团乱，Lexis气得找上门，却发现晓娟似乎真的有意退出。害怕的Lexis使出杀手锏，安排Olivia和安娜等人同台，当歌唱比赛评审。晓娟难抵诱惑，重新扮演Olivia，并在歌唱比赛中和安娜唱反调，搞得安娜最后发火数落晓娟种种。
- 第9集
晓娟接到医院打来的电话，原来Olivia的父亲病危入院，需要做手术。为了救人，晓娟再次冒用Olivia的名字，签下了手术同意书，并且用了Olivia的稿费来支付住院费用…晓娟拍摄广告时终于遇到了Kiki，两人久违的交谈，晓娟发现Kiki跟以前不一样了，即使没有名牌加持，也变得自信动人，两人重归于好。晓娟带着Olivia的妆容回家，传俊居然不再惧怕公众的眼光，大胆地牵起晓娟的手，只因为此刻的晓娟是“Olivia”的身份，晓娟这才明白原来传俊一直嫌弃她，伤心欲绝转身离去。Olivia的父亲手术成功，醒来后发现女儿早已失踪，一直冒用Olivia身份的晓娟顿时成为嫌疑人！Olivia父亲要报警捉晓娟，晓娟大惊，最后落荒而逃…晓娟逃到了Olivia的家乡，她知道必须找到真正的Olivia，才能洗脱自己杀害Olivia的嫌疑。
- 第10集
自从晓娟离开后，传俊一直心神不宁，便打电话去电台，想询问和解方法，不料却被DJ数落。晓娟知道Olivia的过去后，也从中明白了一个道理，她决定勇敢做自己。在代言广告的发布会上，晓娟卸下了Olivia的妆容，出现在了各大媒体面前，毁约的赔偿费和网络的谩骂声也随之而来…虽然不容易，却有传俊在旁默默支持她。另一方面，Olivia也受到晓娟的影响，决定面对自己的父亲，和父亲也和自己和解。晓娟最后也辞去了理发店的工作，去寻找她的人生价值…

## 演员表

### 角色介绍
| 演员   | 角色            | 介绍 |
| 曾洁钰 | 魏晓娟          | 魏晓娟 在外人看来，她就是个怪胎，活在自己的世界里，自说自 话。喜欢受到关注，所以经常参加各种比赛，因而沦为众 人笑柄，甚至吓坏了周遭的人，对她敬而远之。内心敏感 的她，清楚感受到别人对她的冷漠，只是她不愿直面自己 的孤独。直到一次，她捡到了一支手机，人生也随之改变 ，意外地找到了自己的位置......   |
| 吴俐璇 | 吴立薇 (Olivia) | Olivia Olivia吴立薇是个强势又爱面子、自信且自恋的女人，她 的社交媒体总是多姿多彩，炫耀是她的资本。她努力经营 的事业、友情，靠的不是实力，而是利益互换。当失去所 有的一切，她开始质疑自己的人生与处事态度。                                                                                             |
| 许亮宇 | 包传俊          | 包传俊 郁郁不得志的理发师，不太懂得表达自己，故社会养成他 随波逐流的个性。虽然话少，对自己和工作都没自信，但 他还是有他的一套坚持。虽然一开始被晓娟缠着而感到厌 烦，但也因为晓娟的鼓励和肯定，他才开始相信自己的能 力。                                                                                |
| 张顺源 | Lexis           | Lexis Olivia的经纪人。在娱乐圈中，Lexis是一个能言善辩的人 ，具有一定的影响力。他作为一位金牌经纪人，也成功地 打造了“Olivia”这个品牌。他自认对市场的敏感度很高， 经常干涉Olivia的创作，以确保呈现给读者的一切符合Oli via的形象。他性格闷骚，但在接触到网络游戏后，对游 戏中的”师父“产生了一丝爱慕之情。 |
| 安映霏 | Kiki            | Kiki 晓娟的好友兼屋友，讲话直接且容易伤人。她上夜班的时 间较多，下班在家的时间都会躲在房内锁上房门，避免与 晓娟碰面。然而，每当晓娟遇到困难，她总会出手相救， 让晓娟倍感温暖。 |
| 黄明慧 | Belinda         | Belinda Olivia中学时期的好朋友，两人经常被大家拿来做比较。 Olivia一句无心的话打击了她的信心，让她自此感到自卑 ，不敢向任何人展示她的作品。大学毕业后，她在一家公 司工作，过着无聊上班族的生活。她尽了最大努力，却还 是得不到公司的认可，她觉得自己没有存在感，也没有存 在的必要，于是计划寻死......    |

### 其他演员
| 演员   | 角色   | 介绍           |
| 周雪婷 | Kay    | 理发店老板     |
| 陈文伟 | Max    | 理发店老板     |
| 萧孝杰 | Fai    | 理发店老板     |
| 李伟恩 | 颜大叔 | Olivia之经纪人 |
| 赵胜隆 |        |                |
| 连志康 |        |                |

### 友情客串
| 演员   | 角色   | 介绍           |
| 黄诗琦 | 潮女   | 客人           |
| 谢承伟 | 庄雨权 | 理发店之客人   |
| 庄群施 | 安娜   | 选美比赛评审团 |

## 电视剧原声带
| 《女神请登录》电视剧原声带 | 《女神请登录》电视剧原声带 | 《女神请登录》电视剧原声带 | 《女神请登录》电视剧原声带 | 《女神请登录》电视剧原声带 | 《女神请登录》电视剧原声带 | 《女神请登录》电视剧原声带 | 《女神请登录》电视剧原声带 |
| 曲序                       | 曲目                       |                            | 作曲                       | 编曲                       | 製作人                     | 演唱                       | 时长                       |
| -------------------------- | -------------------------- | -------------------------- | -------------------------- | -------------------------- | -------------------------- | -------------------------- | -------------------------- |
| 1.                         | 主题曲（片头曲和片尾曲）   | 周明骏@口袋音乐            | 刘伊幸                     | 陈韦汐                     | 陈韦汐                     | 曾洁钰                     | 3:36                       |

## 制作
- 此剧为DreamTeam Studio Sdn Bhd联合制作的电视剧。
- 此剧为555 Film制作的电视剧。

## 轶事
- 此剧为吴俐璇、曾洁钰、许亮宇、张顺源、安映霏和黄明慧的首部作品。
- 此剧于2023年8月14日晚上9点在八度空间频道首播。

## 电视节目的变迁
- 關于馬來西亞華語電視劇列表、參見首要媒体劇集列表。

| 马来西亚 八度空间 本地最霸 星期一至四 21:00 - 22:00 | 马来西亚 八度空间 本地最霸 星期一至四 21:00 - 22:00 | 马来西亚 八度空间 本地最霸 星期一至四 21:00 - 22:00 |
| --------------------------------------------------- | --------------------------------------------------- | --------------------------------------------------- |
|                                                     | 女神请登录 （2023年8月14日-2023年8月29日） 16       |                                                     |
| 长月烬明 (2023年6月5日-2023年8月10日)               | 玉骨遥 （2023年8月30日－2023年11月13日）            |                                                     |

## 注明
- Youtube 《女神请登录》节目预告片
- Tonton （页面存档备份，存于） 《女神请登录》更新在线重温节目